# Algebraïsche meetkunde

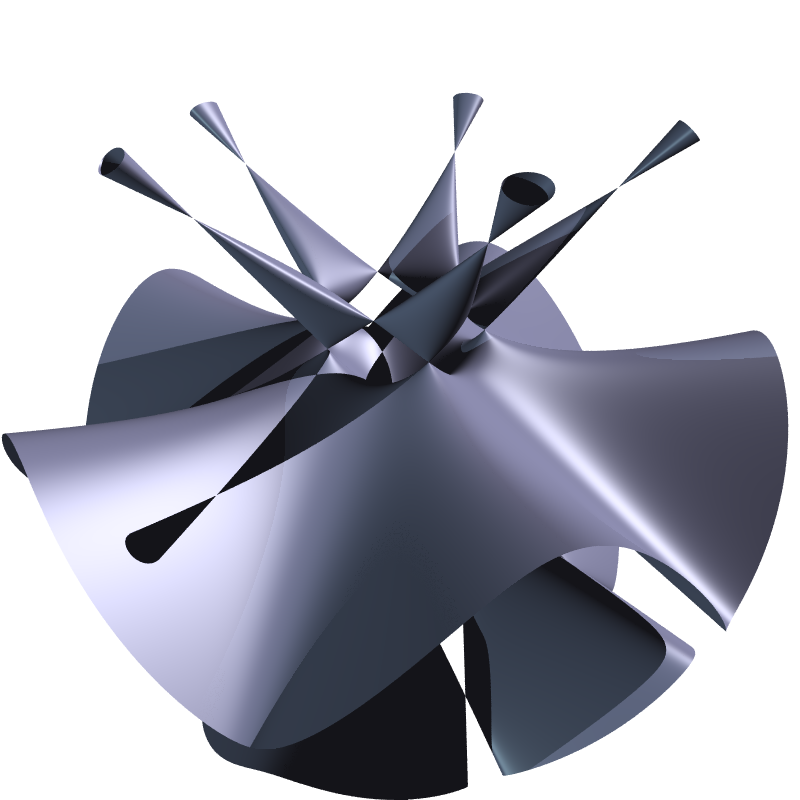
Dit Togliatti-oppervlak is een algebraïsch oppervlak van graad vijf.

Algebraïsche meetkunde is een deelgebied van de wiskunde dat technieken uit de abstracte algebra, vooral de commutatieve algebra, combineert met de taal en de problemen van de meetkunde. Algebraïsche meetkunde neemt een centrale plaats in de moderne wiskunde in en heeft verschillende verbindingen met uiteenlopende gebieden als de functietheorie, topologie en getaltheorie. Als er meer dan een variabele is, komt de meetkunde eraan te pas. Het onderwerp van de algebraïsche meetkunde is het oplossen van vergelijkingen, maar het gaat verder dan het oplossen van stelsels van lineaire vergelijkingen. De betrokken vergelijkingen zijn niet noodzakelijk lineaire vergelijkingen, maar mogen ook polynomiale vergelijkingen in meer variabelen zijn. Het gaat er in de algebraïsche meetkunde zowel om om algemene methoden te verzinnen, als om oplossingen voor specifieke problemen te vinden.
Het fundamentele studieobject in de algebraïsche meetkunde zijn algebraïsche variëteiten. Dat zijn wiskundige structuren die zijn bedacht bij het zoeken naar oplossingen van systemen van veeltermvergelijkingen. Algebraïsche vlakkrommen, waaronder lijnen, cirkels, parabolen, lemniscaten en ovalen van Cassini, vormen een van de best bestudeerde klassen van algebraïsche variëteiten. Een punt in het vlak behoort bij een algebraïsche kromme, indien zijn coördinaten voldoen aan een gegeven veeltermvergelijking. Fundamentele vragen gaan over de relatieve positie van de verschillende krommen en de relaties tussen de krommen, die door verschillende vergelijkingen gegeven worden.
De algebraïsche meetkunde vindt nu toepassing in de statistiek, de meet- en regeltechniek, de robotica, foutverbeterende codes, de fylogenetica en meetkundige modellering. Er zijn ook verbindingen naar de snaartheorie, de speltheorie, het matchen van grafen, solitonen en geheeltallige programmering. Google Scholar laat honderden studies over de algebraïsche meetkunde zien op de gebieden van de biologie, de scheikunde, de economie, de natuurkunde en natuurlijk ook in andere deelgebieden van de wiskunde.

## Geschiedenis

### Voor de 19e eeuw
Sommige van de fundamenten van de algebraïsche meetkunde gaan terug tot werk dat werd gedaan in het klassieke Griekenland uit de 5e eeuw v.Chr. Het Delische probleem bestond er bijvoorbeeld uit de zijde {\displaystyle x} te construeren van de kubus met dezelfde inhoud {\displaystyle a^{2}b} als de rechthoekige doos met zijden {\displaystyle a} en {\displaystyle b}. Menaechmus (ca. 350 v.Chr.) beschouwde het probleem meetkundig door de twee kegelsneden {\displaystyle ay=x^{2}} en {\displaystyle xy=ab} in het vlak met elkaar te snijden
In het latere werk in de Hellenistische tijd (3e eeuw v.Chr.) van Archimedes en Apollonius werden problemen met kegelsneden op meer systematische wijze geanalyseerd, waarbij zij al gebruikmaakten van coördinaten De Arabische wiskundigen waren in staat louter door gebruik te maken van algebraïsche middelen bepaalde derdegraadsvergelijkingen op te lossen en de behaalde resultaten vervolgens meetkundig te interpreteren. Dit werd bijvoorbeeld in de 10e eeuw na Chr. door Ibn al-Haytham gedaan Vervolgens ontdekte de Perzische wiskundige Omar Khayyám (geboren in 1048) de algemene methode voor het oplossen van derdegraadsvergelijkingen door een parabool te doorsnijden met een cirkel Elk van deze vroege ontwikkelingen in de algebraïsche meetkunde hield zich bezig met vragen hoe de doorsneden van algebraïsche krommen te vinden en te beschrijven.
Dergelijke technieken om meetkundige constructies toe te passen op algebraïsche problemen werden ook door een aantal Renaissance wiskundigen, zoals Gerolamo Cardano en Niccolò "Tartaglia", overgenomen bij hun studies van de derdegraadsvergelijking. De meetkundige, in plaats van algebraïsche benadering bij constructieproblemen werd voorgestaan door de meeste 16e- en 17e-eeuwse wiskundigen, zoals Blaise Pascal die zich tegen het gebruik van algebraïsche- en analytische methoden in de meetkunde uitsprak. De Franse wiskundigen François Viète en later René Descartes en Pierre de Fermat brachten een revolutie teweeg in de conventionele manier van denken over constructieproblemen. Zij introduceerden de "coördinaten"-meetkunde. Ze waren in de eerste plaats geïnteresseerd in de eigenschappen van algebraïsche krommen, zoals die worden gedefinieerd door diofantische vergelijkingen (in het geval van Fermat), en de algebraïsche herformulering van de klassieke Griekse werken over kegelsneden en kubusvormen (in het geval van Descartes).
In dezelfde periode benaderden Blaise Pascal en Girard Desargues de meetkunde vanuit een ander perspectief. Zij ontwikkelden de synthetische begrippen van de projectieve meetkunde. Pascal en Desargues bestudeerden ook krommen, maar vanuit een zuiver meetkundig gezichtspunt: het analogon van de klassiek Griekse constructie met passer en liniaal. Uiteindelijk won de analytische meetkunde van Descartes en Fermat, dit omdat de 18e eeuw wiskundigen van concrete kwantitatieve instrumenten voorzag die zij nodig hadden om de natuurkundige problemen met behulp van de nieuwe differentiaal- en integraalrekening van Newton en Leibniz te bestuderen. Aan het einde van de 18e eeuw, werd het grootste deel van het algebraïsche karakter van de "coördinaten"-meetkunde overgenomen door de infinitesimaalrekening van Lagrange en Euler.

### Negentiende en vroege 20e eeuw
Het idee van coördinaten volgens René Descartes staat in de algebraïsche meetkunde centraal, maar de notie van coördinaten heeft beginnend in de vroege 19e eeuw een reeks van opmerkelijke veranderingen ondergaan. Voor die tijd werd ervan uitgegaan dat coördinaten tupels van reële getallen waren, maar dit veranderde toen eerst complexe getallen, en later ook elementen van een willekeurig veld ook aanvaardbaar werden. Homogene coördinaten uit de projectieve meetkunde boden een uitbreiding van de notie van een coördinatenstelsel in een andere richting, en verrijkte de werkingssfeer van de algebraïsche meetkunde. Veel van de ontwikkeling van de algebraïsche meetkunde in de 20e eeuw kwamen tot uiting binnen een abstract algebraïsch raamwerk, waar steeds meer nadruk werd gelegd op 'intrinsieke' eigenschappen van algebraïsche variëteiten, eigenschappen die niet afhankelijk zijn van een bepaalde wijze van inbedding van de variëteit in een ambiente coördinatenruimte; dit komt overeen met parallelle ontwikkelingen in de topologie en de complexe meetkunde.
Er waren twee gelijktijdige 19e-eeuwse ontwikkelingen van de niet-euclidische meetkunde en de Abelse integralen voor nodig om de oude algebraïsche ideeën terug te brengen in de mainstream van de meetkundige wereld. De eerste van deze nieuwe ontwikkelingen werd door Edmond Laguerre en Arthur Cayley opgepakt. Zij probeerden de algemene metrische eigenschappen van projectieve ruimten vast te stellen. Cayley introduceerde het idee van homogene veeltermvormen, en meer specifiek kwadratische vormen over de projectieve ruimte.
Vervolgens bestudeerde Felix Klein de projectieve meetkunde (samen met andere soorten van meetkunde) vanuit het oogpunt dat de meetkunde op een ruimte is gecodeerd in een bepaalde klasse van transformaties op deze ruimte. Tegen het einde van de 19e eeuw bestudeerden projectieve meetkundigen algemene soorten transformaties op figuren in de projectieve ruimte.
In plaats van projectieve lineaire transformaties, die normaal werden gezien als de fundamentele Klein-meetkunde gevend op projectieve ruimte, hielden de projectieve meetkundigen zich ook met hogere graads birationale transformaties bezig. Deze zwakkere notie van congruentie zette leden van de 20e eeuw Italiaanse school van de algebraïsche meetkunde er later toe aan een poging te ondernemen om algebraïsche oppervlakken op en naar ("upto") birationaal isomorfisme te classificeren.
De tweede begin-19e-eeuwse ontwikkeling, die van de Abelse integralen, zou Bernhard Riemann aanzetten tot de ontwikkeling van de Riemann-oppervlakken.

### Twintigste eeuw
Bartel Leendert van der Waerden, Oscar Zariski, André Weil en anderen probeerden om een strikte basis voor de algebraïsche meetkunde te leggen, dit gebaseerd op de hedendaagse commutatieve algebra, waaronder de waarderingstheorie en de theorie van de idealen.
In de jaren 1950 en 1960 herschikten Jean-Pierre Serre en Alexander Grothendieck deze grondslagen. Een belangrijk onderscheid tussen de klassieke projectieve meetkunde van de 19e eeuw en moderne algebraïsche meetkunde, in de vorm die eraan werd gegeven door Grothendieck en Serre, is dat de klassieke projectieve meetkunde gericht is op de meer meetkundige notie van een punt, terwijl de moderne algebraïsche meetkunde de meer analytische concepten van een reguliere functie en een reguliere afbeelding benadrukt en zich daarbij uitgebreid baseert op de schoventheorie. Een ander belangrijk verschil ligt in de reikwijdte van het onderwerp. Grothendiecks idee van een schema biedt de taal en de hulpmiddelen voor een meetkundige behandeling van willekeurige commutatieve ringen en overbrugt, in het bijzonder, de verschillen tussen de algebraïsche meetkunde en de algebraïsche getaltheorie. Het bewijs van Andrew Wiles van de laatste stelling van Fermat is een voorbeeld van deze aanpak.
André Weil, Grothendieck en Pierre Deligne lieten zien dat de fundamentele ideeën van de topologie van gladde variëteiten diepe analogieën hebben in de algebraïsche meetkunde van eindige velden. Zij maakten hierbij gebruik van de schoventheorie. Later, vanaf ongeveer 1960, en grotendeels aangevoerd door Grothendieck, werd het idee van schema's uitgewerkt, dit in samenhang met de zeer verfijnde apparatus van de homologische technieken. Na een decennium van snelle ontwikkeling stabiliseerde het veld zich in de jaren 1970. Nieuwe toepassingen werden gevonden, zowel in de getaltheorie als ook bij meer klassieke meetkundige vragen over algebraïsche variëteiten en moduli.
Een belangrijke klasse van variëteiten, die niet gemakkelijk direct valt te begrepen uit de definitie van haar vergelijkingen, zijn de abelse variëteiten, eigenlijk projectieve variëteiten, waarvan de punten een abelse groep vormen. Prototypische voorbeelden zijn de, een rijke theorie kennende elliptische krommen. Elliptische krommen waren instrumentaal in het bewijs van de laatste stelling van Fermat en worden tegenwoordig ook gebruikt in de cryptografie, die van elliptische krommen gebruikmaakt.
Terwijl een groot deel van de algebraïsche meetkunde zich bezighoudt met abstracte- en algemene uitspraken over variëteiten, zijn er ook methoden voor de effectieve berekening met concreet gegeven veeltermen ontwikkeld. De belangrijkste is de techniek van Gröbner-basissen, die in alle computeralgebrasystemen worden gebruikt. Op basis van deze methoden kunnen verschillende oplossers alle oplossingen van een stelsel van veeltermvergelijkingen berekenen, waarvan de geassocieerde variëteit een dimensie nul heeft en dus uit een eindig aantal punten bestaat.

## Nulpunten van stelsels polynomen
De klassieke algebraïsche meetkunde richt zich vooral op de nulpunten van stelsels van polynomen, dus de verzameling van alle punten die voldoen aan een of meer polynoomvergelijkingen. Zo kan de tweedimensionale bol in de driedimensionale euclidische ruimte {\displaystyle \mathbb {R} ^{3}} worden gedefinieerd als een verzameling van alle punten {\displaystyle (x,y,z)} die voldoen aan
{\displaystyle x^{2}+y^{2}+z^{2}-1=0}
De cirkel in {\displaystyle \mathbb {R} ^{3}} in het {\displaystyle (x,y)}-vlak met straal 1, kan worden gedefinieerd als de verzameling van alle punten {\displaystyle (x,y,z)} die voldoen aan de twee polynoomvergelijkingen
{\displaystyle x^{2}+y^{2}+z^{2}-1=0}
{\displaystyle z=0}
Een kegelsnede is de verzameling nulpunten van een polynoom van de tweede graad in twee variabelen. Een kwadriek is de verzameling nulpunten van een polynoom van de tweede graad in drie variabelen. Een voorbeeld van een algebraïsche kromme van de derde graad is een elliptische kromme.

## Algebraïsch gesloten lichaam
Het bestaan van oplossingen, en als ze bestaan de structuur van de nulpuntsverzameling, wordt sterk beïnvloed door het getallenlichaam waarin de oplossingen a priori worden toegelaten. Dit is reeds duidelijk bij het zoeken naar nulpunten van polynomen in één veranderlijke. De vergelijking
{\displaystyle x^{2}-2=0}
heeft twee oplossingen in de reële getallen, maar geen enkele in de rationale getallen. In twee veranderlijken heeft de vergelijking
{\displaystyle x^{2}+y^{2}+1=0}
geen oplossingen, als {\displaystyle x} en {\displaystyle y} reëel verondersteld worden, maar een (complexe) cirkel als oplossing als complexe oplossingen worden toegelaten.
De algebraïsche meetkunde wordt overzichtelijker als men zich beperkt tot stelsels van vergelijkingen over algebraïsch gesloten lichamen, zoals de complexe getallen. De studie van algebraïsche variëteiten over andere lichamen, bijvoorbeeld de reële algebraïsche meetkunde, kan dan worden opgevat als een voortgezette studie.

## Affiene variëteit
In de klassieke algebraïsche meetkunde was het getallenlichaam steeds het lichaam {\displaystyle \mathbb {C} } van de complexe getallen. Veel van de resultaten gelden ook voor een willekeurig algebraïsch gesloten lichaam {\displaystyle K}. De {\displaystyle n}-dimensionale affiene ruimte over {\displaystyle K} wordt genoteerd als {\displaystyle \mathbb {A} _{n}(K)}, of eenvoudigweg als {\displaystyle K^{n}}. Het doel van deze schijnbaar overbodige notatie is te benadrukken dat de vectorstructuur van {\displaystyle K^{n}} even vergeten moet worden. In abstracte bewoordingen is {\displaystyle \mathbb {A} _{n}(K)} voor het moment slechts een verzameling punten. Voor het gemak wordt zelfs in het vervolg slechts {\displaystyle \mathbb {A} _{n}} genoteerd en de referentie aan het lichaam {\displaystyle K} weggelaten.
Reguliere functies op een affiene {\displaystyle n}-dimensionale ruimte {\displaystyle \mathbb {A} _{n}} zijn hetzelfde als polynomen over {\displaystyle K} in {\displaystyle n} variabelen. Na de keuze van een coördinatenstelsel kunnen de reguliere functies op {\displaystyle \mathbb {A} _{n}} geïdentificeerd worden met de ring {\displaystyle K[\mathbb {A} _{n}]} van polynomen in {\displaystyle n} variabelen over {\displaystyle K}.
Voor een verzameling {\displaystyle S} van polynomen in {\displaystyle k[\mathbb {A} _{n}]} definieert men de deelverzameling {\displaystyle V(S)} van alle punten in {\displaystyle \mathbb {A} _{n}} waarin elk polynoom in {\displaystyle S} de waarde 0 heeft. In formule:
{\displaystyle V(S)=\{(t_{1},\dots ,t_{n})\in \mathbb {A} _{n}\mid p(t_{1},\dots ,t_{n})=0\ {\text{voor alle}}\ p\in S\}},
en noemt deze verzameling een affiene algebraïsche verzameling genoemd.
Een interessant vraagstuk is of bij een gegeven affiene algebraïsche verzameling {\displaystyle V} van {\displaystyle \mathbb {A} _{n}}, de verzameling {\displaystyle S} van polynomen teruggevonden kan worden waarvoor {\displaystyle V=V(S)}.
Definieer daartoe voor een willekeurige deelverzameling {\displaystyle W} van {\displaystyle \mathbb {A} _{n}}, de verzameling polynomen {\displaystyle I(W)} die {\displaystyle W} als gemeenschappelijke nulpunten hebben, waarvoor dus {\displaystyle W=V(I(W))}:
{\displaystyle I(W)=\{p\in K[\mathbb {A} _{n}]\mid p(x)=0{\text{ voor alle  }}x\in W\}}
De verzameling {\displaystyle I(W)} is een ideaal in {\displaystyle k[\mathbb {A} _{n}]}, want als twee polynomen {\displaystyle p} en {\displaystyle q} beide verdwijnen op {\displaystyle V}, dan is ook {\displaystyle p(x)=q(x)=0} voor alle {\displaystyle x\in W} en als {\displaystyle r} een willekeurig polynoom is, dan is ook {\displaystyle (rp)(x)=0} voor alle {\displaystyle x\in W}.
De oplossing van het gestelde vraagstuk wordt gegeven door de introductie van de zogeheten Zariski-topologie, een topologie voor {\displaystyle \mathbb {A} _{n}}, die de algebraïsche structuur van {\displaystyle K[\mathbb {A} _{n}]} weerspiegelt. Het blijkt dat {\displaystyle W=V(I(W))} dan en slechts dan, als {\displaystyle W} een gesloten verzameling is in de Zariski-topologie.
Een algebraïsche verzameling wordt irreducibel genoemd als ze niet de vereniging is van twee kleinere algebraïsche verzamelingen. Een irreducibele algebraïsche verzameling wordt een variëteit genoemd. Elke algebraïsche verzameling is een eindige vereniging van irreducible algebraïsche verzamelingen, en deze decompositie is uniek. De elementen van de decompositie worden de irreducible componenten van algebraïsche verzameling genoemd.
Het blijkt dat een algebraïsche verzameling alleen dan irreducibel is, als de polynomen die het definiëren een priemideaal van de polynoomring voortbrengen.

## Projectieve ruimte

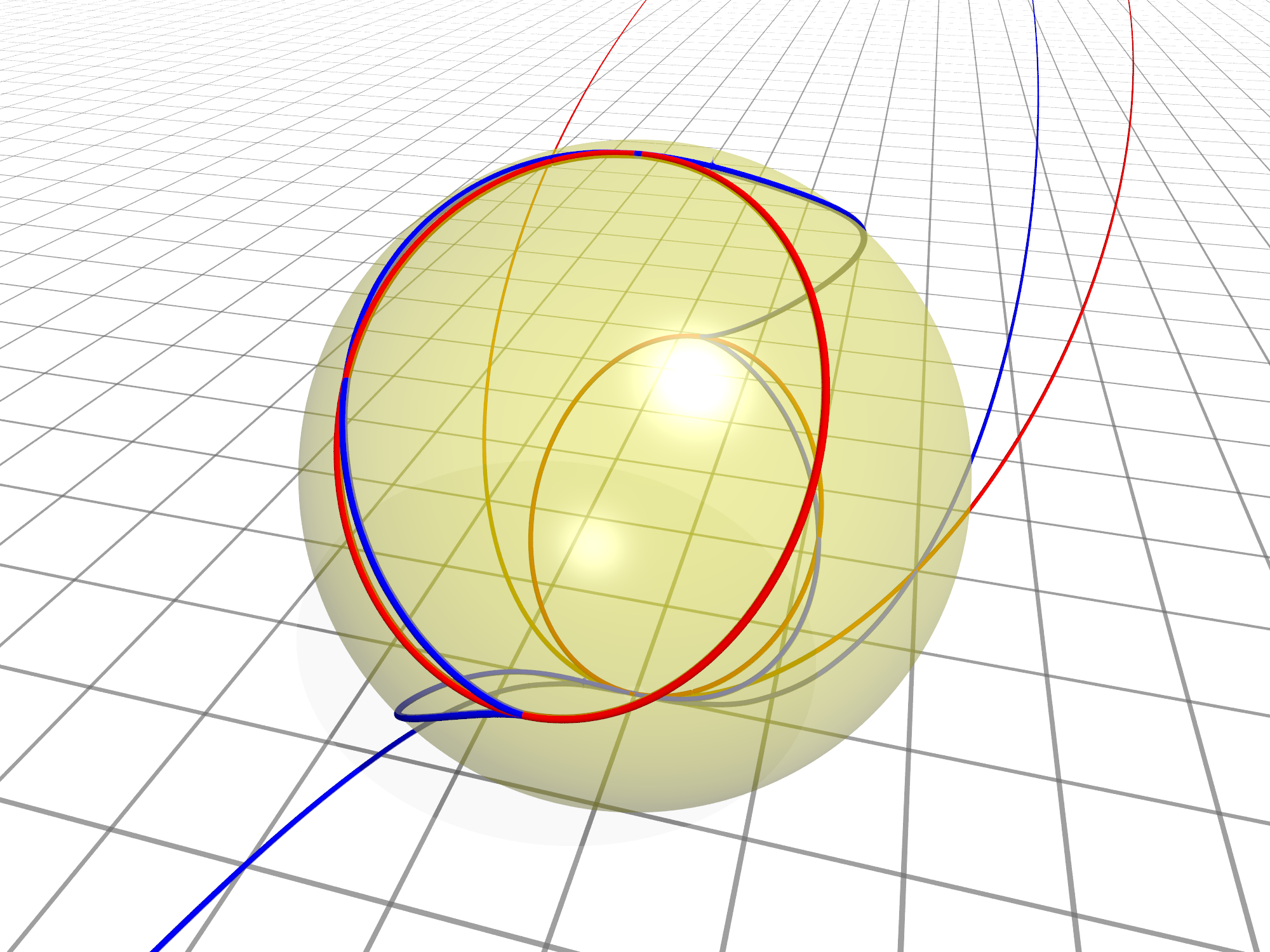
in de projectieve ruimte

De variëteit {\displaystyle V(y-x^{2})} is een parabool. Met toenemende waarden van {\displaystyle z} zal de hellingshoek van de lijn door de oorsprong naar het punt {\displaystyle (x,x^{2})} groter worden. Naarmate {\displaystyle x} in waarde afneemt, wordt de hellingshoek van de lijn kleiner.
De variëteit {\displaystyle V(y-x^{3})} is een derdegraadskromme. Naarmate {\displaystyle x} in waarde toeneemt, wordt de hellingshoek van de lijn door de oorsprong naar het het punt {\displaystyle (x,x^{3})} groter en groter. Maar afwijkend van wat er gebeurt bij een parabool wordt naarmate {\displaystyle x} in waarde afneemt de hellingshoek van dezelfde lijn groter en groter. Het gedrag "op oneindig" van {\displaystyle V(y-x^{3})} is verschillend van het gedrag "op oneindig" van {\displaystyle V(y-x^{2}).} Wanneer men zich beperkt tot het werken in de affiene ruimte, is het echter moeilijk om het concept "op oneindig" een betekenisvolle inhoud te geven.
De remedie hiertegen is om in de projectieve ruimte te werken. De projectieve ruimte heeft eigenschappen die analoog zijn aan die van een compacte Hausdorff-ruimte. Naast andere dingen dwingt de projectieve ons om het begrip "op oneindig" concreet te maken door er extra punten in op te nemen. Het gedrag van een variëteit op die extra punten geeft ons dan meer informatie over die variëteit. Zo blijkt dat {\displaystyle V(y-x^{3})} op een van deze extra punten een singulariteit heeft, maar dat {\displaystyle V(y-x^{2})}een gladde functie is.
Hoewel de projectieve meetkunde oorspronkelijk was gefundeerd op een synthetisch meetkundig fundament, stond het gebruik van homogene coördinaten de invoering van algebraïsche technieken toe. Verder heeft de invoering van projectieve technieken vele stellingen in de algebraïsche meetkunde eenvoudiger en scherper: de stelling van Bézout over het aantal snijpunten tussen twee variëteiten kan in zijn scherpste vorm bijvoorbeeld alleen in de projectieve ruimte worden gesteld. Om deze reden speelt de projectieve ruimte een fundamentele rol in de algebraïsche meetkunde.